# SIGGRAPH
SIGGRAPH (Special Interest Group on Computer Graphics and Interactive Techniques) (česky: Zvláštní zájmová skupina pro počítačovou grafiku a interaktivní techniky) je každoroční konference o počítačové grafice. Hlavní konference se koná v Severní Americe a SIGGRAPH Asia, druhá konference pořádána každoročně od roku 2008 se koná v různých zemích Asie.

## Přehled
Konference se skládá z jak z akademických přednášek tak z průmyslového veletrhu. Mezi další události konference patří: vzdělávací kurzy, panelové diskuze a různé interaktivní techniky.

### SIGGRAPH Sborník
Sborník z konference SIGGRAPH, který je publikován v ACM Transactions on Graphics, má jeden z nejvyšších dopadových faktorů mezi akademickými publikacemi v oblasti počítačové grafiky. Míra přijetí článků se historicky pohybovala mezi 17% a 29%.  Články podstupují peer-review a schválené články jsou následně publikovány v speciálním vydání ACM Transactions on Graphics.
Před rokem 1993, byly články publikovány jako část publikace Computer Graphics.

### Ocenění
SIGGRAPH uděluje několik cen za příspěvky počítačové grafiky. Nejprestižnější z nich je cena Stevena Ansona Coonse pro významné tvůrčí příspěvky na poli počítačové grafiky. Cena je udělována každé dva roky k uznání celoživotního úspěchu jednotlivce.

## Seznam konferencí
| Rok  | Místo         | Počet návštěvníků | Vystavovatelé |
| ---- | ------------- | ----------------- | ------------- |
| 2019 | Los Angeles   | 18,700            | 180           |
| 2018 | Vancouver     | 16,637            | 160           |
| 2017 | Los Angeles   | 16,500            | 150           |
| 2016 | Anaheim       | 14,000            | 153           |
| 2015 | Los Angeles   | 14,800            | 143           |
| 2014 | Vancouver     | 14,045            | 175           |
| 2013 | Anaheim       | 17,162            | 180           |
| 2012 | Los Angeles   | 21,212            | 161           |
| 2011 | Vancouver     | 15,872            | 156           |
| 2010 | Los Angeles   | 22,549            | 160           |
| 2009 | New Orleans   | 11,000            | 140           |
| 2008 | Los Angeles   | 28,432            | 230           |
| 2007 | San Diego     | 24,043            | 230           |
| 2006 | Boston        | 19,764            | 230           |
| 2005 | Los Angeles   | 29,122            | 250           |
| 2004 | Los Angeles   | 27,825            | 229           |
| 2003 | San Diego     | 24,332            | 240           |
| 2002 | San Antonio   | 17,274            | 225           |
| 2001 | Los Angeles   | 34,024            | 303           |
| 2000 | New Orleans   | 25,986            | 316           |
| 1999 | Los Angeles   | 42,690            | 337           |
| 1998 | Orlando       | 32,210            | 327           |
| 1997 | Los Angeles   | 48,700            |               |
| 1996 | New Orleans   | 28,500            | 321           |
| 1995 | Los Angeles   | 40,100            | 297           |
| 1994 | Orlando       | 25,000            | 269           |
| 1993 | Anaheim       | 27,000            | 285           |
| 1992 | Chicago       | 34,148            | 253           |
| 1991 | Las Vegas     | 23,100            | 282           |
| 1990 | Dallas        | 24,684            | 248           |
| 1989 | Boston        | 27,000            | 238           |
| 1988 | Atlanta       | 19,000            | 249           |
| 1987 | Anaheim       | 30,541            | 274           |
| 1986 | Dallas        | 22,000            | 253           |
| 1985 | San Francisco | 27,000            | 254           |
| 1984 | Minneapolis   | 20,390            | 218           |
| 1983 | Detroit       | 14,000            | 195           |
| 1982 | Boston        | 17,000            | 172           |
| 1981 | Dallas        | 14,000            | 124           |
| 1980 | Seattle       | 7,500             | 80            |
| 1979 | Chicago       | 3,000             | 79            |
| 1978 | Atlanta       | 1,500             | 44            |
| 1977 | San Jose      | 750               | 38            |
| 1976 | Philadelphia  | 300               | 10            |
| 1975 | Bowling Green | 300               |               |
| 1974 | Boulder       | 600               |               |